# 新界區專線小巴112S線
新界區專線小巴112S線是由保升國際投資有限公司營辦的一條通宵綠色專線小巴路線，由將軍澳站公共運輸交匯處往來將軍澳工業邨，是112M的深宵班次，於2011年2月15日凌晨起投入服務。

## 歷史
- 2009年12月18日：政府刊憲公開招標4組專綫小巴路線[5]，其中包括本線，然而最後並未成功開辦。
- 2010年7月16日：政府刊憲公開招標2組專綫小巴路線，其中第二組的深宵路線即為112S線[6]。
- 2011年2月15日：本路線由當日凌晨起投入服務[7]，為將軍澳南、日出康城及將軍澳工業村第一條通宵專線小巴路線。
- 2012年6月17日：往將軍澳站方向繞經日出康城（日出大道），並增設日出大道往將軍澳站之$6.00分段收費。[8]

## 服務時間及班次
- 將軍澳站公共運輸交匯處開：0045-0245（30分鐘一班）
- 將軍澳工業邨開：0045-0245（30分鐘一班）

然而由於客量偏低，實際上01:30以後已經沒有車輛行走。

## 收費
- 全程收費：$7
  - 日出大道往將軍澳站：$6

（此線所有車輛均接受八達通卡付款；不設找續。）

## 行車路線
- 將軍澳站公共運輸交匯處開：經唐德街，唐俊街，寶邑路，環保大道，駿日街，駿昌街，駿光街, 駿宏街，駿才街及駿日街。
- 將軍澳工業邨開：經駿宏街，駿才街，駿日街，環保大道，日出大道，環保大道，寶邑路及唐俊街。